# Scambus dobrogensis
Scambus dobrogensis là một loài tò vò trong họ Ichneumonidae.